# Neculai Zaharia
Neculai Zaharia (n. 19 noiembrie 1899,  Botoșani - d. 9 ianuarie 1984, Iași), a fost un profesor în învățământul preuniversitar, geograf, istoric și arheolog român, deținător al titlului de „Profesor emerit”.

## Familia
Neculai Zaharia s-a născut la Botoșani, la 19 noiembrie 1899, ca fiu al Profirei Zaharia (căs. Scripcă) și al lui Constantin Scripcă. A fost căsătorit din 1929 cu Emilia Zaharia (n. Tăzlăuanu), absolventă a Facultății de Istorie a Universității „Alexandru Ioan Cuza” din Iași, profesoară în învățământul preuniversitar, cu care a împărtășit pasiunea pentru arheologie. Soții Zaharia nu au avut copii, dar au crescut un băiat orfan de tată: Gheorghe Olaru (1929-2008).
O parte din arhiva familială a soților Zaharia a fost donată în anii 2015-2016 Muzeului de Istorie a Moldovei din Iași, unde formează „Colecția Emilia și Neculai Zaharia”.

## Studiile și activitatea
Neculai Zaharia a urmat studiile primare la Școala primară nr. 3, iar cele secundare la Liceul „A.T. Laurian” din Botoșani. A continuat studiile la Universitatea „Alexandru Ioan Cuza” din Iași, Facultatea de Științe, secțiile de Științele naturii și Geografie (absolvită în 1927). În perioada studiilor universitare a legat o strânsă prietenie, ce a continua întreaga viață, cu Nicolae N. Moroșan, viitorul reputat geolog, paleontolog și arheolog al epocii paleolitice  din Basarabia.
În 1933 a absolvit Seminarul Pedagogic Universitar din Iași. A activat ca profesor la numeroase instituții de învățământ preuniversitar: Școala Normală de băieți „Mihail Eminescu” din Botoșani, Liceul „Petru Rareș” din Piatra Neamț, Școala specială de ucenici din Râmnicu Sărat, Școala medie tehnică de administrație economică din Iași, Seminarul teologic „Veniamin Costachi” din Iași. S-a pensionat din învățământul preuniversitar în anul 1959.
În paralel cu activitatea didactică a desfășurat cercetări științifice în domeniile geografiei și arheologiei, realizând numeroase periegheze și participând la săpături arheologice în zona Moldovei de Nord. Activitatea sa și a soției a condus la identificarea a peste 1300 de situri arheologice noi (așezări și necropole) acoperind un areal cronologic din paleolitic până în evul mediu, fiind unul dintre cei mai prolifici arheologi de teren ai perioadei respective în România. O mare parte din această muncă a văzut lumina tiparului în lucrarea Așezări din Moldova de la paleolitic și pînă în secolul al XVIII-lea, publicată împreună cu Mircea Petrescu-Dâmbovița în 1970 și rămasă o lucrare de referință a arheologiei din România.
A fost membru al Societății Române din Geografie (din 1927) și membru colaborator al Institutului de cercetări geografice din România (1946). A fost membru al Societății de științe istorice din România și colaborator onorific al Institutului de istorie și arheologie „A. D. Xenopol” din Iași. Între 1957-1958 a fost angajat ca cercetător științific principal la Muzeul de Istorie a Moldovei din Iași.
Începând cu anul 1963, numele său și al soției încep să apară în diverse dosare de urmărire ale Securității, în legătură cu arheologul Mircea Petrescu-Dîmbovița sau cu faptul că erau abonați la publicații din străinătate. Între 1976-1978 Neculai Zaharia a făcut obiectul unui dosar de urmărire informativă, rămânând și ulterior în atenția Securității până la decesul survenit la 9 ianuarie 1984.

## Distincții și recunoaștere profesională
În 1967 i s-a acordat titlul de „Profesor emerit” 
Activitatea sa științifică și recunoașterea profesională de care s-a bucurat au determinat publicarea, de-a lungul timpului, a numeroase medalioane biografice în diferite lucrări. Selectiv:
- J. Filip, Enzyklopädisches Handbuch zur Ur- und Frühgeschichte Europas, 2, Praga, 1969, p. 1656.
- D. Gh. Teodor, „Profesorul Neculai Zaharia la 80 de ani”, în Anuarul Institutului de Istorie și Arheologie din Iași, XVII, 1980, p. 885-887;
- D. Gh. Teodor, „Nicolae Zaharia”, în Anuarul Institutului de Istorie și Arheologie din Iași, 22, 1985, 2, p. 1007-1008;
- I. Maftei, Personalități ieșene, vol. V, 1985, p. 295-296;
- I. Bejenaru, Dicționarul botoșănenilor, 1994, p. 271-272;
- M. Brudiu, „Deux Amis: Nicolae N. Moroșan et Nicolae Zaharia (Une page de l’histoire de l’archeologie roumaine)”, în Studia Antiqua et Archaeologica, III-IV, 1996-1997, p. 21-26.